# 國際珍古德教育及保育協會
珍·古道尔研究所（英語：Jane Goodall Institute，縮寫：JGI）成立於1977年，由珍·古道尔女士所創立，总部设置在美國弗吉尼亚州费尔法克斯县。
该研究所最初以研究及保育黑猩猩為主，近年來以提倡保育野生動物的觀念、落實保育計畫、推動環境教育的“根與芽”計畫為其目標。
该研究所在台湾设置有分支机构（國際珍古德教育及保育協會中華民國總會）。

## 外部連結
- 官方网站 （英文）
- 國際珍古德教育及保育協會中華民國總會（页面存档备份，存于）